# Diastema rupestre
Diastema rupestre là một loài thực vật có hoa trong họ Tai voi. Loài này được Brandegee mô tả khoa học đầu tiên năm 1914.